# Lawrence M. Witmer
Lawrence M. Witmer, genannt Larry, (* 10. Oktober 1959 in Rochester, New York) ist ein US-amerikanischer Wirbeltier-Paläontologe, der sich insbesondere mit Vögeln und Dinosauriern befasst.
Witmer studierte Biologie an der Cornell University mit dem Bachelor-Abschluss 1982 und an der University of Kansas in Lawrence mit dem Master-Abschluss 1987 (The cranial air sac system of mesozoic birds). 1992 wurde er an der Johns Hopkins University promoviert (Ontogeny, Phylogeny, and Air Sacs: The Importance of Soft-tissue Inferences in the Interpretation of Facial Evolution in Archosauria). Er ist seit 1995 Assistant Professor, seit 2001 Associate Professor und seit 2005 Professor für Biologie am Heritage College of Osteopathic Medicine der Ohio University. Seit 2007 ist er dort auch Chang-Ying-Chien-Professor für Paläontologie.
Neben dem Forschungsschwerpunkt Abstammung der Vögel befasst er sich mit Metabolismus und Rekonstruktion von Weichteilen von Dinosauriern.

## Schriften
- Herausgeber mit Luis Chiappe Mesozoic Birds: Above the Heads of Dinosaurs, Berkeley: University of California Press 2002
- The search for the origin of birds, New York: Franklin Watts 1995
- Basal Ornithischia (mit David B. Weishampel, David B. Norman), Basal Thyreophora (mit Weishampel, Norman), Basal Ornithopoda (mit Norman, Rodolfo Coria, Hans-Dieter Sues) in Weishampel, Osmolska, Dodson The Dinosauria, University of California Press, 2. Auflage 2004